# Franklin (comté de Sacramento, Californie)
Franklin est une census-designated place du comté de Sacramento, dans l'État de Californie, aux États-Unis,. En 2020, elle compte une population de 167 habitants.